# The Future Starts Here: The Essential Doors Hits
The Future Starts Here: The Essential Doors Hits è un album compilation del gruppo dei Doors pubblicato nel 2008, pubblicato solo in America, la raccolta è l'equivalente del CD  The Very Best of The Doors versione disco singolo pubblicato in europa e contiene la stessa lista di brani e il nuovo mix definito 40TH ANNIVERSARY MIXES.

## Tracce
1. "Break on Through (To the Other Side)" (Jim Morrison)
2. "Light My Fire" (Robby Krieger)
3. "Love Me Two Times" (Robby Krieger)
4. "Hello, I Love You" (Jim Morrison)
5. "People Are Strange" (Jim Morrison; Robby Krieger)
6. "Strange Days"
7. "Riders on the Storm"
8. "L.A. Woman" (Jim Morrison)
9. "Touch Me" (Robby Krieger)
10. "Roadhouse Blues" (Jim Morrison; The Doors)
11. "Peace Frog" (Jim Morrison; Robby Krieger)
12. "Love Street" (Jim Morrison)
13. "The Crystal Ship" (Jim Morrison)
14. "Soul Kitchen"
15. "Love Her Madly" (Robby Krieger)
16. "Back Door Man" (Willie Dixon; Chester Burnett)
17. "Alabama Song (Whiskey Bar)" (Kurt Weill; Bertolt Brecht)
18. "Moonlight Drive" (Jim Morrison)
19. "The Unknown Soldier"
20. "The End" [edited version from Apocalypse Now]

## Formazione
- Jim Morrison – Voce
- Ray Manzarek – organo, pianoforte, tastiera, basso
- John Densmore – Batteria
- Robby Krieger – Chitarra

## Classifica
- Billboard Music Charts (North America)

### Album
| Anno | Chart      | Posizione |
| ---- | ---------- | --------- |
| 2008 | Pop Albums | 161       |